# Luis Ibarra Araya
Luis Osvaldo Mariano Ibarra Araya (Santiago, Chile, 3 de febrero de 1937 - ibídem, 12 de noviembre de 2013) fue un futbolista y entrenador chileno. Puntero derecho que sorprendía por su dominio y dribling, siendo un jugador que utilizaba tanto la punta derecha, como izquierda.

## Trayectoria

### Como jugador
Debutó el 11 de diciembre de 1954 por el Club Universidad de Chile en el empate 1:1 con Iberia en el Estadio Santa Laura con gol de Leonel Sánchez. A pesar de sus buenas condiciones, permanentemente quedaba relegado a la suplencia, debido a que Braulio Musso y Leonel Sánchez eran los titulares del equipo. Con la «U» consiguió el Campeonato Nacional de 1959.
Sus mejores actuaciones fueron enfrentando a Colo Colo, resaltando sus dos anotaciones en el triunfo 3:2 por el torneo nacional de 1958, donde también marcó René Meléndez y en el triunfo 1:0 en la definición del tercer puesto de la Copa Chile 1959.
Se mantuvo en el conjunto «azul» hasta 1962 donde juega sus últimos 45 minutos en el actual Estadio USACH, en la derrota 1:2 ante el Club de Deportes de la Universidad Técnica del Estado por la Copa Preparación.
En total el "turco" jugó 90 partidos oficiales con la camiseta de la «U» anotando 23 goles.

### Como entrenador
Fue director técnico de la Selección de fútbol de Chile en la Copa América de 1983.
En 1987 dirigió a la Selección de fútbol sub-20 de Chile donde la «roja» obtuvo el cuarto lugar en el Mundial de la categoría.
Falleció el 12 de noviembre de 2013.

## Selección nacional

### Como entrenador

#### Participación en Copa América
| Copa              | Sede          | Resultado    |
| ----------------- | ------------- | ------------ |
| Copa América 1983 | Sin sede fija | Primera fase |

#### Participación en Copas del Mundo Sub-20
| Mundial             | Sede  | Resultado    |
| ------------------- | ----- | ------------ |
| Mundial Sub-20 1987 | Chile | Cuarto lugar |

## Clubes

### Como jugador
| Club                 | País  | Año       |
| -------------------- | ----- | --------- |
| Universidad de Chile | Chile | 1954-1962 |

### Como entrenador[2]
| Club                      | País    | Año       |
| ------------------------- | ------- | --------- |
| Antofagasta Portuario     | Chile   | 1973      |
| Jorge Wilstermann         | Bolivia | 1974      |
| Deportes La Serena        | Chile   | 1974      |
| Ñublense                  | Chile   | 1975      |
| Universidad de Chile      | Chile   | 1975-1977 |
| Coquimbo Unido            | Chile   | 1978-1979 |
| Naval                     | Chile   | 1980-1982 |
| Santiago Wanderers        | Chile   | 1983      |
| Selección de Chile        | Chile   | 1983      |
| Naval de Talcahuano       | Chile   | 1984      |
| Huachipato                | Chile   | 1984      |
| Universidad de Chile      | Chile   | 1985      |
| Selección de Chile        | Chile   | 1986      |
| Selección de Chile Sub-20 | Chile   | 1987      |
| Palestino                 | Chile   | 1988      |
| Universidad de Chile      | Chile   | 1989      |
| Naval                     | Chile   | 1990      |

## Palmarés

### Títulos nacionales

#### Como jugador
| Título           | Club                 | País  | Año  |
| ---------------- | -------------------- | ----- | ---- |
| Primera División | Universidad de Chile | Chile | 1959 |

#### Como entrenador
| Título    | Club                 | País  | Año  |
| --------- | -------------------- | ----- | ---- |
| Primera B | Universidad de Chile | Chile | 1989 |